# 浅生憲章
浅生 憲章（あさい のりあき、1946年（昭和21年）6月 - 2003年（平成15年）8月13日）は、日本のテレビプロデューサー、実業家。TBS経営企画局長兼TBSテレビ編成局長、C-TBS社長などを務めた。

## 来歴・人物
東京大学卒業後、TBSに入社。
東大の先輩である久世光彦と共に、主に向田邦子作品を手がけたドラマ制作のプロデューサーである。たびたび、向田の著作物の中に登場するTBSの若いディレクターとは、彼のことである。久世にモノを申して出世をしたのは、彼だけであり、局内のみならず業界内では『異端児』扱いであった。また、ドラマだけでなく、音楽番組も制作しており、いかなる作品においても、独自のこだわりを貫き通す制作者であった。

## 演出・プロデュース作品
| - 時間ですよ 昭和元年（1974年） - 寺内貫太郎一家シリーズ - 悪魔のようなあいつ（1975年） - 光る崖（1977年） - うさぎ飛ぶ海（1977年） - 第32回（1977年度）文化庁芸術祭参加作品 - 七人の刑事シリーズ - オレンジ色の愛たち（1979年） - 幸福（1980年） - 隣りの女 現代西鶴物語（1981年） - 第36回（1981年度）文化庁芸術祭優秀賞受賞 - 雪の華 建礼門院徳子の生涯（1982年） - 淋しいのはお前だけじゃない（1982年） - 胸さわぐ苺たち（1983年） - セーラー服通り（1986年） - 痛快!OL通り（1986年） | - 第28回日本レコード大賞（1986年） - ベスト・フレンド 「人間交差点」より（1987年） - モナリザたちの冒険（1987年） - 痛快!ロックンロール通り（1988年） - 先生のお気に入り（1991年） - ルージュの伝言（1991年） - TBS深夜ドラマ - 眠れない夜をかぞえて（1992年） - ジャイアンツ!! プロ野球がやって来る（1993年） - スチュワーデスの恋人（1994年） - 私は貝になりたい（1994年） - 第43回日本民間放送連盟賞ドラマ番組部門優秀 - 第21回放送文化基金賞ドラマ番組部門奨励賞 - 第34回日本テレビ技術協会賞（照明）受賞 - 冠婚葬祭部長（1996年） - メロディ（1997年） |